# Nauenburg

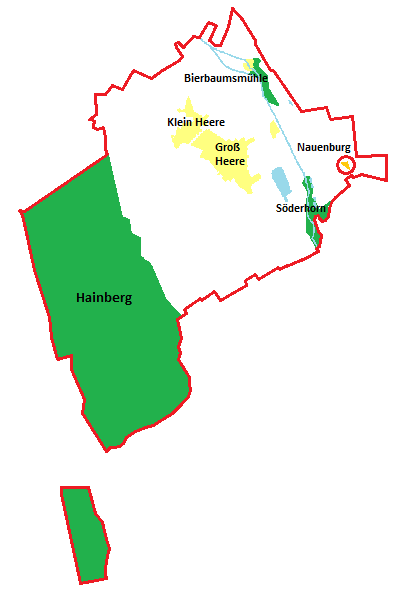
Lage der Nauenburg in der Gemeinde Heere

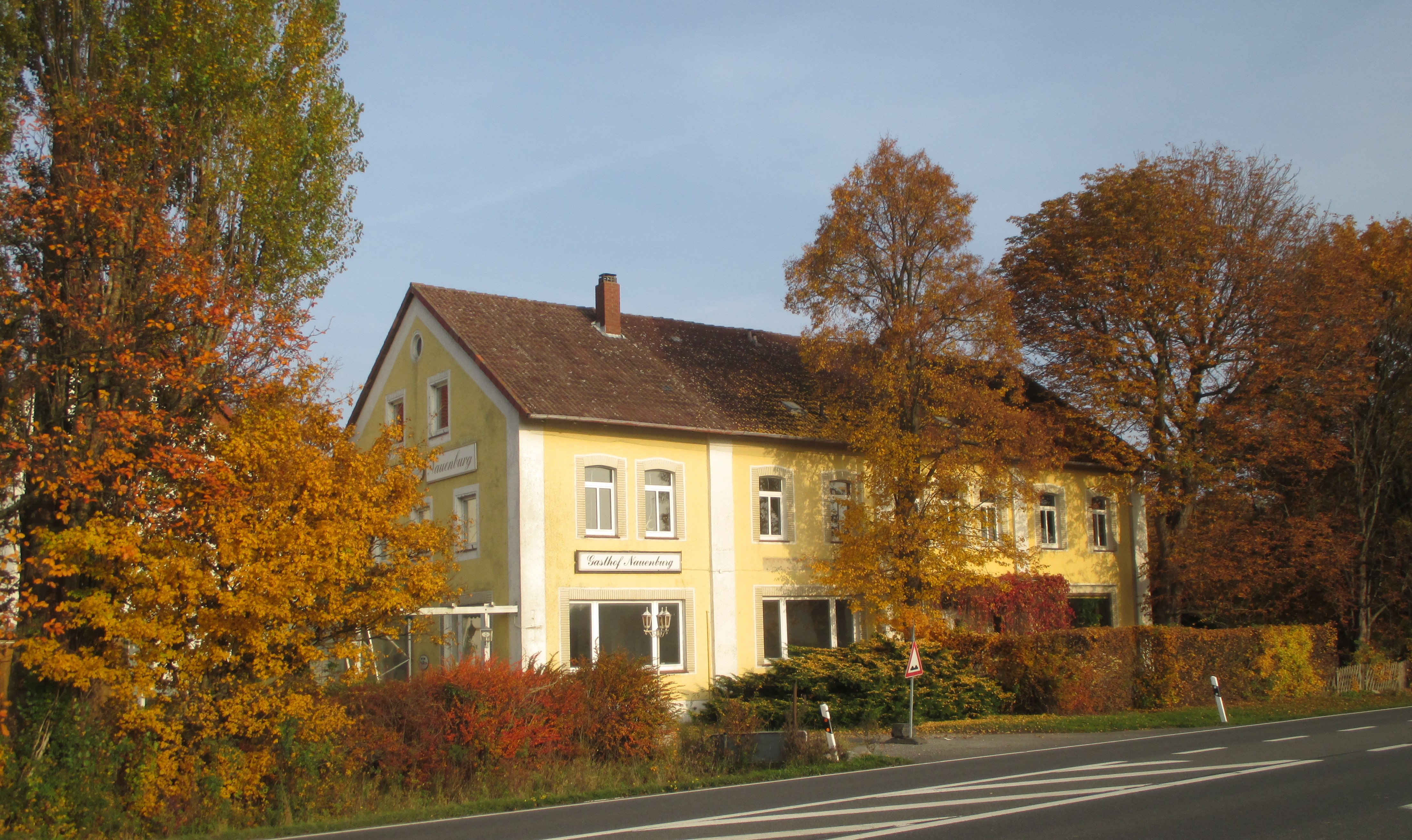
Ehem. Gasthaus Nauenburg an der Bundesstraße 6, Südwestansicht

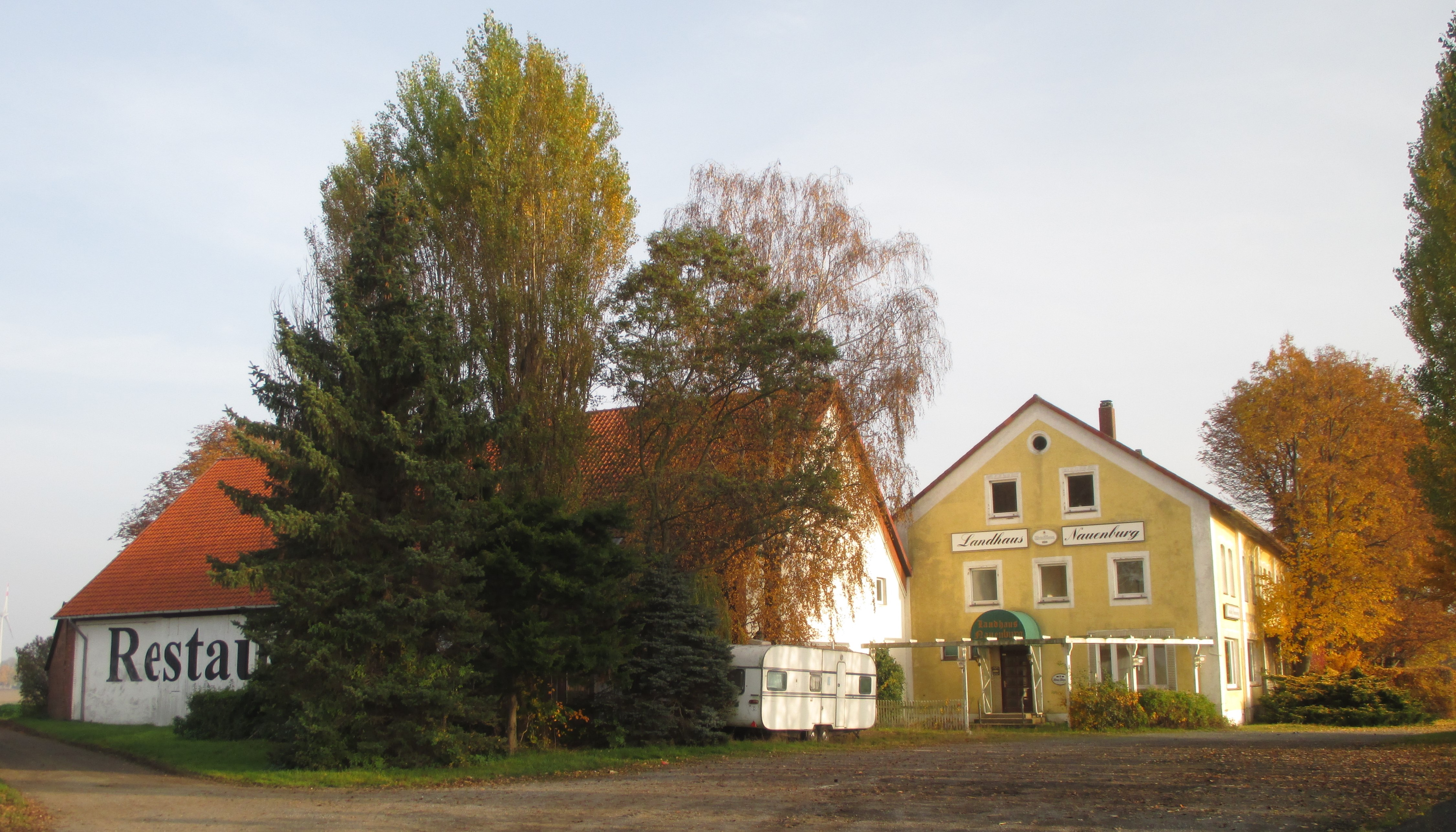
Nauenburg, Nordwestansicht

Die Nauenburg ist ein Hof, der zum ehemaligen Ortsteil Groß Heere in der Gemeinde Heere gehört, die Teil der Samtgemeinde Baddeckenstedt im Landkreis Wolfenbüttel in Niedersachsen ist.

## Geografie

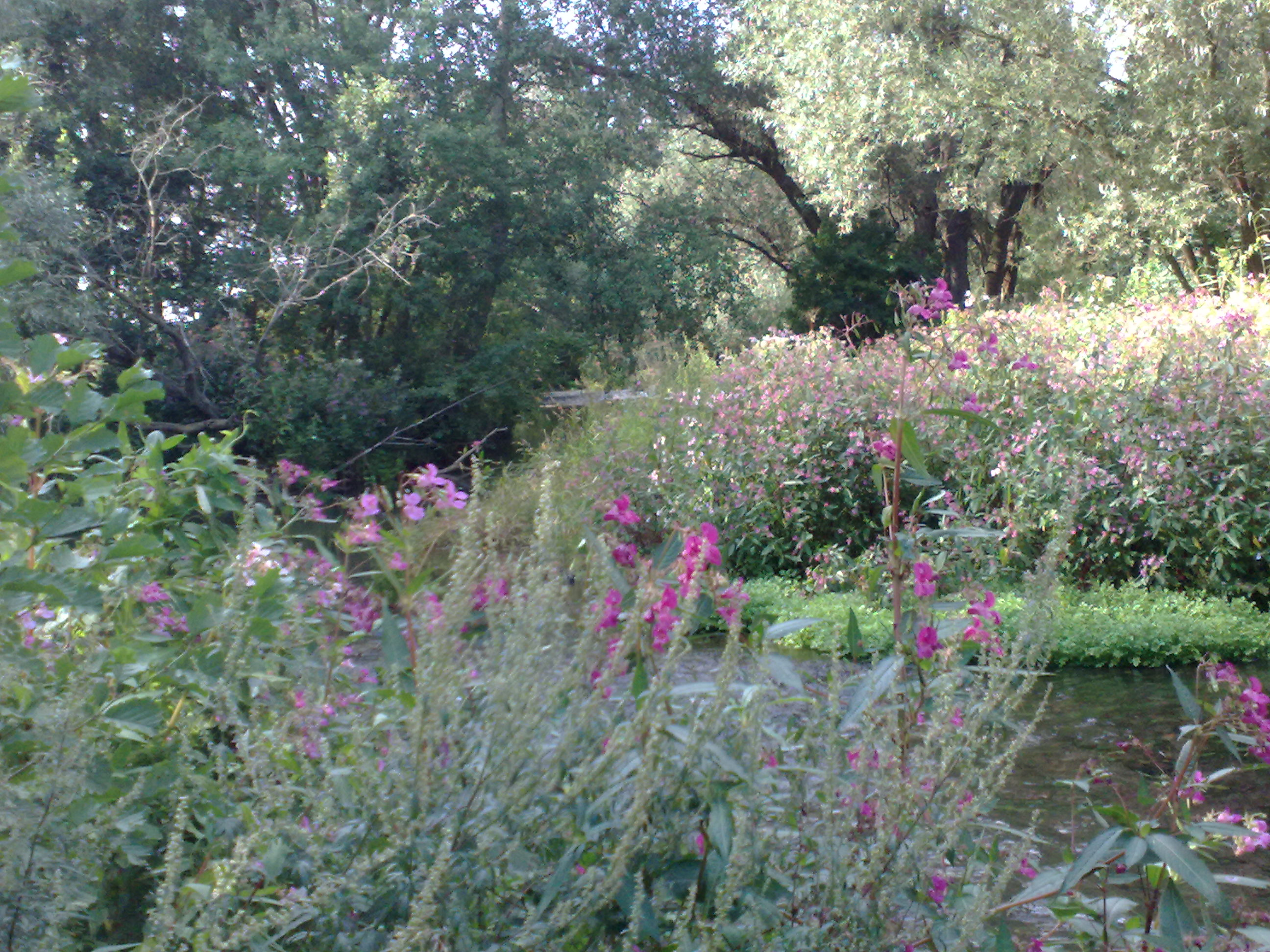
Die Innerste im Söderhorn

Die Nauenburg liegt im äußersten Osten der Gemeinde Heere. Sie ist von Äckern umgeben und befindet sich nördlich des Waldgebiets Söderhorn an der Innerste. 
Folgende Orte umgeben die Nauenburg:
- Klein Elbe im Norden
- Steinlah im Ostnordosten
- Haverlah im Ostsüdosten
- Ringelheim im Südosten
- Söderhof und Sehlde im Süden
- Klein und Groß Heere im Westen

## Geschichte
Nachdem in den Jahren 1848 bis 1858 die Ländereien von Groß Heere neu verkoppelt worden waren, erhielt der Groß Heerer Kotsaß Johann Heinrich Conrad Naue (1819–1898) weitab vom Dorf an der Chaussee Goslar–Hildesheim auf dem Flurstück Im Elberfeld ein etwa 50 Morgen großes Stück Ackerland.
Einer Häuserliste der Gemeinde Groß Heere zufolge erbaute er dort 1862 einen stattlichen Bauernhof, der bald darauf Nauenburg genannt wurde.
Nach einer mündlichen Überlieferung wollte Conrad Naue den Hof zunächst in Groß Heere bauen, als ihn die Nachbarn darauf aufmerksam machten, er könne doch auf seinem Ackerstück bauen, was dann auch geschah. Conrads Bruder Heinrich Naue blieb auf dem elterlichen Hof in Groß Heere (heute Schlieckau).
Beide Brüder entstammten einer alteingessenen Familie, die sich in den Dörfern des Innerstetals bis in die Jahre des Dreißigjährigen Krieges zurückverfolgen lässt. Als Nebenerwerb eröffnete Conrad Naue in seinem neuen Haus eine Gastwirtschaft.
Wahrscheinlich wurde in diesen Jahren eine bereits 1822 erwähnte, nur wenige hundert Meter entfernt in Söderhof gelegene Gaststätte aufgegeben, sodass ihm als Ersatz dafür die Konzession erteilt wurde.
1883 lebten auf der Nauenburg insgesamt fünf Menschen: Conrad Naue, seine Ehefrau Therese Luise Dorothea (geb. Ohlendorf), die er 1852 geheiratet hatte, der 1865 geborene Sohn Gustav Heinrich Hermann, der Knecht Heinrich Hoffmeister sowie die Magd Dina Brunder. Nach Conrad Naues Tod erbte sein Sohn Gustav das Anwesen. Er hatte 1891 in Luttrum Anna Emma Meta Burgdorf (1870–1949) geheiratet.
Um die Jahrhundertwende wurde die Gaststätte verpachtet, nachdem die landwirtschaftlich genutzte Fläche vergrößert worden war. Einer der ersten Pächter namens Marowski betrieb außer der Gastwirtschaft auch noch einen Fahrradhandel.
1928 starb Gustav Naue; sein Sohn (1898–1956) der ebenfalls Gustav hieß, erbte den Besitz. Er heiratete 1932 in Quedlinburg Alma Hefner, verwitwete Oelmann (1899–1984).
In den Jahren vor dem Zweiten Weltkrieg führten das Lokal unter anderem Roger Schaare und dessen Ehefrau Emma aus Ringelheim. Während des Krieges ruhte der Gaststättenbetrieb. 
1956 erfolgte der Anschluss an das öffentliche Stromnetz. Zuvor hatte man Strom mit Hilfe eines Generators gewonnen, der nur für die Beleuchtung ausreichte. Die nächsten Pächter hießen Droß aus Salzgitter und Albert Bauer. 1965 verdoppelten Gustav Naues Tochter Lisa und ihr Ehemann Wilfried Fremdling die Größe der Gastwirtschaft durch einen Anbau; außerdem modernisierten sie das Gebäude.
Der Gaststättenbetrieb wurde an eine Brauerei aus Braunschweig verpachtet. Die Unterpächter in dieser Zeit hießen Hitzemann, Romainschick und Oppermann.
Um auch die Wasserversorgung in trockenen Jahren sicherzustellen, wurde 1970 auf eigene Kosten eine etwa 1,5 km lange Wasserleitung bis nach Klein Elbe verlegt. Seit 1972 wurde die Gaststätte von Klaus Quentin betrieben. Nach über 35 Jahren übergab Quentin den Betrieb an seinen Nachfolger Benedikt Geldmacher aus Othfresen, der diesen kurze Zeit später wieder abgab. Den inzwischen 80 Hektar großen landwirtschaftlichen Betrieb bewirtschaftet heute (2019) Godehard Fremdling. Die Gaststätte wird seit 2019 wieder betrieben.

## Wirtschaft und Infrastruktur
Im Jahr 2003 wurde eine Enercon-E66-Windkraftanlage mit einem Megawatt Leistung errichtet.

### Verkehrsanbindung
Die Nauenburg liegt direkt an der Bundesstraße 6 zwischen Baddeckenstedt im Nordwesten und Salzgitter-Bad im Ostsüdosten. Außerdem zweigt am Gasthaus eine Kreisstraße nach Söderhof, Sehlde und Ringelheim im Süden bzw. Südosten ab.